# Castelnuovo Berardenga
Castelnuovo Berardenga é uma comuna italiana da região da Toscana, província de Siena, com cerca de 7.417 habitantes. Estende-se por uma área de 177 km², tendo uma densidade populacional de 42 hab/km². Faz fronteira com Asciano, Bucine (AR), Castellina in Chianti, Gaiole in Chianti, Monteriggioni, Radda in Chianti, Rapolano Terme, Siena.
Pertence à rede das Cidades Cittaslow.

## Demografia
| Variação demográfica do município entre 1861 e 2011                               |
|                                                                                   |
| Fonte: Istituto Nazionale di Statistica (ISTAT) - Elaboração gráfica da Wikipedia |